# Museo nazionale d'arte orientale Giuseppe Tucci
Il Museo d’Arte Orientale "Giuseppe Tucci" è stato un museo statale italiano con sede a Roma, intitolato a Giuseppe Tucci.
Dal settembre 2016 il museo, assieme ad altri quattro istituti, è confluito nel nuovo Museo delle civiltà: le collezioni sono state trasferite nella nuova sede dell'EUR da quella storica di palazzo Brancaccio nel rione Esquilino.

## Storia
Il Museo nazionale d’arte orientale fu fondato nel 1957, grazie ad un accordo tra il Ministero della pubblica istruzione e l'Istituto italiano per il Medio ed Estremo Oriente, ed è stato aperto al pubblico il 16 giugno 1958. 
Allora la sede del museo fu istituita in palazzo Brancaccio a Roma, per dotare «il nostro Paese di un Istituto di cui è privo, pur vantando l’Italia una lunga tradizione di ricerche e di studi orientalistici» (DPR n. 1401/1957). 
Ha ospitato all'inizio gli oggetti di proprietà dell'Istituto italiano per il Medio ed Estremo Oriente, tra cui quelli provenienti dalle esplorazioni di Giuseppe Tucci in Tibet e Nepal tra il 1928 e il 1954. In seguito ha ricevuto i reperti rinvenuti nel corso degli scavi condotti dall'Istituto Iran, Afghanistan e Pakistan, tra cui si citano la missione a Shahr-i Sokhteh (Iran), a Ghazni (Afghanistan) e nella valle dello Swāt (Pakistan). 
Le collezioni, in seguito, furono incrementate attraverso una fiorente politica di acquisti da parte dello Stato italiano, sia attraverso trattative presso gli uffici esportazioni, sia attraverso acquisti sul mercato antiquario. 
A queste operazioni, poi, si aggiunge anche una viva politica di scambi, che è stata proficua in modi molteplici e di cui si citano a titolo di esempio i casi della Thailandia e del Pakistan. 
Non è poi da dimenticare, data la loro importanza, il cospicuo numero di donazioni che ha contribuito ad arricchire le collezioni del museo, tra le quali si citano, solo per fare qualche esempio tra le innumerevoli:
- La collezione di Giovanni Andreino, incentrata sull'arte birmana;
- La raccolta di Giacomo Mutti, composta da esemplari provenienti da contesti indiani diversificati;
- La collezione di ceramiche coreane appartenenti alle dinastie Joseon e Goryeo (donata dalla Repubblica di Corea nel 1960);
- La donazione di oggetti afferenti al mondo cinese (ceduta al museo nel 1970 da Antonia Gisondi e Manlio Flacchi);
- La variegata collezione di ceramiche di provenienza iranica, datate tra l'Età del ferro e l'Età imperiale (donata nel 2017 da Pompeo Carotenuto);
- Le opere di arte contemporanea coreana (databili tra la fine del XX sec. e gli inizi del XXI sec.), donate a opera degli stessi artisti.
- La donazione nel complesso di 5000 oggetti da parte di Francesca Bonardi  (sia come donazione personale, sia come eredità alla sua morte, avendo nominato il museo suo erede universale), moglie di Giuseppe Tucci.

Nel dicembre del 1974 il museo fu trasferito al neonato Ministero per i beni culturali e ambientali e nel 2005 fu intitolato a Giuseppe Tucci. Nel settembre 2016 il museo, assieme ad altri quattro istituti, è confluito nella struttura del Museo delle civiltà, situato all'EUR. Le collezioni, l'archivio fotografico e la biblioteca sono stati trasferiti nella nuova sede del Palazzo delle Scienze, ove i reperti sono parzialmente esposti nell'attesa di un allestimento definitivo.
Presso il museo si trovano gli uffici che, oltre a consentire la gestione dell'esposizione stabile e delle mostre temporanee, esercitano la tutela dei materiali di arte asiatica di proprietà pubblica e svolgono ricerche di archeologia, arte e cultura del mondo asiatico. L'Istituto possiede una biblioteca specializzata, archivi (tra cui quello fotografico) e un servizio di bioarcheologia.

## Collezioni
Gli oggetti conservati sono divisi in undici aree tematiche, che fanno riferimento agli areali geografici e culturali di provenienza: Vicino e Medio Oriente, Archeologia e Arte del Mondo Islamico, Antichità Sudarabiche, India, Gandhara (ovvero, le aree dell'antico Nord-ovest indiano), Tibet e Nepal, Sud-est asiatico, Cina, Corea, Giappone e Vietnam.

## Aperti per lavori, esposizione temporanea al Museo delle Civiltà
Delle collezioni del Museo Nazionale d'Arte Orientale "Giuseppe Tucci", ora custodite all'EUR nella struttura del Museo delle Civiltà, è attualmente esposta e visibile da parte del pubblico solo una selezione di 650 pezzi in attesa dell'allestimento definitivo all'interno della struttura. 
L'allestimento temporaneo è stato realizzato prendendo come punto di riferimento l'area geografica di provenienza degli oggetti esposti, e infatti essa è suddivisa nelle seguenti aree tematiche: Vicino e Medio Oriente; Mondo Islamico; Antichità Sudarabiche; India; Gandhara; Tibet e Nepal; Sud-Est Asiatico; Cina; Corea; Giappone; Vietnam.

### Vicino e Medio Oriente
In questa sezione sono esposti oggetti che testimoniano la lunga storia del Medio Oriente, con molto spazio dedicato all’area iranica. I reperti provenienti da Shahr-i Sokhta (IV-II millennio a.C.), centro urbano dell'Iran sudorientale e i materiali afferenti alla produzione vascolare dipinta delle culture di Tepe Siyalk (Iran centrale) e di Tepe Giyan (Iran occidentale) sono preziose testimonianze dell'Età del Bronzo. L'Età del Ferro (XV-VI secolo a.C.) è illustrata attraverso reperti pertinenti alla produzione vascolare e metallurgica delle civiltà regionali dell'Iran, unitamente all'apporto delle civiltà delle steppe euroasiatiche di cultura nomadica, le quali testimonianze mettono in luce le peculiari innovazioni tecnologiche, tipologiche e formali che hanno caratterizzato l'area in quel periodo storico. Nella sezione è dedicato amplio spazio anche all’arte imperiale di Achemenidi, Parti e Sasanidi (VI secolo a.C.-VII secolo d.C.), la quale riflette la nuova dimensione socio-politica e internazionale dell'Iran.

### Mondo islamico
La sezione in oggetto ospita oggetti che spaziano in un arco temporale che va dall’VIII sec. al XIX sec., tra ceramiche, opere in metallo ed elementi architettonici decorativi in marmo e terracotta. Sono esposti inoltre oggetti provenienti dall’area irachena, dalla Spagna moresca, dall’India, dal Pakistan e dalla Turchia ottomana. Da citare poi l'importante collezione iraniana, all'interno della quale è presente un dipinto a olio e opere in papier mâché (periodo qajar).

### Antichità sudarabiche
All'interno di questa sezione è ospitata una parte della collezione di oggetti provenienti dallo Yemen. Sono qui esposte opere datate tra il VIII sec. a.C. e il VII sec. d.C.

### India
In questa sezione sono esposti sia oggetti della "grande tradizione", sia oggetti della tradizione popolare – sculture, stele templari, bronzi, dipinti folcloristici, e miniature – appartenenti a un arco temporale che va dal IX e il XX sec.

### Gandhara
La sezione espone una selezione di rilievi in scisto afferenti al fenomeno figurativo noto come arte del Gandhara. Il fenomeno, attestato tra il I e il V secolo d.C. nei territori dell'India del nord-ovest, è a contenuto buddhista, tanto che tra i reperti esposti si possono riconoscere scene della vita del Buddha, iconografie di donatori e di bodhisattva.

### Tibet e Nepal
All'interno di questa sezione della mostra temporanea sono esposti suppellettili, oggetti rituali e statue in lega metallica. Quanto esposto è solo una piccola selezione della ben più vaste collezioni tibetane e nepalesi del Museo Nazionale d'Arte Orientale "Giuseppe Tucci", che ospitano dipinti arrotolabili su stoffa, cretulae votive, affreschi, statue in lega metallica, suppellettili e oggetti rituali, oltre a parti di mobili e gioielli. 

### Sud-est asiatico
La sezione ospita reperti dell'epoca khmer (Cambogia e Thailandia), tra bronzetti, ceramiche e sculture in arenaria, oggetti cultuali, teste e busti del Buddha (IX - XVIII secolo, Thailandia), statue in legno dorate, testi su foglie di palma laccati, suppellettili votive di tradizione buddhista, statuine di attori del Ramayana e strumenti musicali (XIX secolo, Myanmar), una notevole collezione di arte orafa (IV-XV secolo, Indonesia), statue in terracotta in scala reale, e alcune marionette del teatro delle ombre giavanesi.

### Cina
Nella sezione sono esposti oggetti dal Neolitico al XX secolo: giade, bronzi, tessuti, ceramiche, quattro teste in pietra di Buddha e bodhisattva (provenienti da uno dei templi in grotta di Tianlongshan), alcuni esempi di ceramiche tra le quali si citano delle statuine funerarie (dinastia Tang, 618-907) e dei vasi monocromi (dinastia Qing,1664-1911).

### Corea
In questa sezione sono esposti dei bronzi e delle ceramiche che illustrano un arco temporale che va dal periodo dei Tre Regni (300-668) alla fine della dinastia Joseon (1392-1910). Sono poi qui esposte alcuni esemplari di opere contemporanee, le quali furono donate dagli artisti e dagli artigiani che le crearono (fine XX secolo-inizio XXI sec.).

### Giappone
La sezione in oggetto è molto variegata e si compone di specchi, oggetti liturgici in bronzo (sia del periodo Heian, 794-1185, sia del periodo Kamakura, 1185-1333) e oggetti di natura archeologica. Sempre all'interno di questa sezione, inoltre, sono esposti una statua in legno di Buddha (periodo Edo, 1615-1868) e delle ceramiche, tra le quali due sono state un dono dell'autore, Kitaoji Rosanjin (1883-1959), all'IsMeo. 

### Vietnam
All'interno della sezione è ospitata una piccola selezione del lascito di Ivanoe Tullio Dinaro, ed essa espone delle preziose e importanti testimonianze della produzione vietnamita di ceramiche invetriate (XII-XVIII sec).

## Il precedente allestimento a palazzo Brancaccio
Il precedente allestimento del Museo Nazionale d'Arte Orientale "Giuseppe Tucci" a Palazzo Brancaccio era stato realizzato seguendo i seguenti temi: Vicino e Medio Oriente antico, Arte islamica, Gandhara, Tibet e Nepal, Cina e Giappone, Corea.

### Vicino e Medio Oriente antico
La sezione, esposta nelle sale I-III, comprendeva una raccolta di sigilli cilindrici della collezione Pugliatti, oggetti di provenienza siriana, tra cui alcuni materiali della missione di scavo a Ebla diretta da Paolo Matthiae, vasi neolitici anatolici della collezione Foglino, e ceramiche e oggetti metallici iranici dell'età del ferro della collezione Vannini-Caggiati, acquistata nel 1999.

### Arte islamica
La sezione era esposta nella sala IV e comprendeva elementi in mattone cotto e in marmo della decorazione del palazzo del sultano ghaznavide Mas'ud III (1099-1115) di Ghazni in Afghanistan, provenienti dagli scavi dell'IsMEO negli anni sessanta, ceramiche islamiche dall'Iran datate tra l'VIII e il XIX secolo e oggetti metallici dal Khorasan del X-XIII secolo. Esisteva anche una piccola raccolta numismatica con monete di varie aree geografiche del mondo islamico, dall'VIII al XX secolo.

### Gandhāra
La sezione relativa all'arte del Gandhāra era esposta nelle sale V e VIII. Comprendeva rilievi narrativi che decoravano gli stupa (scene della vita del Buddha) in sequenza orizzontale, separate da elementi architettonici e colonne, provenienti da Saidu Sharif, nella valle dello Swāt, in Pakistan, in un sito scavato dalla missione archeologica italiana dell'IsMEO.

### Tibet e Nepal
Qui era esposta una ricca selezione delle collezioni di arte tibetana del museo, la quale rappresentano una delle più importanti collezioni del genere al mondo, sia per quantità sia per varietà. Le collezioni furono frutto in gran parte delle esplorazioni di Giuseppe Tucci, a cui il Museo stesso è stato infatti intitolato.
La sezione, esposta nella sala VI, comprendeva dipinti arrotolabili su stoffa e cretulae votive, oltre ad altri oggetti rituali, tutti provenienti dalla collezione di Giuseppe Tucci e integrati con una donazione statale del 2005.

### Cina e Giappone
La sezione esposta nella sala VII e nelle sale XI-XV comprendeva opere di pittura e grafica del XVII-XIX secolo, e una selezione di oggetti archeologici delle più antiche culture cinesi (vasi e bronzi), esempi di arte buddhista con statue in pietra e in legno, la collezione di Giacinto Auriti di bronzi, vasi cinesi dal II a.C. al VI-VII d.C., oggetti in giada della donazione Antonia Gisondi. Vi erano esposte anche rare ceramiche invetriate del Vietnam settentrionale (XI-XVI secolo) della donazione Ivanoe Tullio Dinaro. 

### Corea
Nella sala X, aperta al pubblico nel 2010, erano esposti vasi in ceramica invetriata e opere donati dalla Repubblica di Corea nel 1960, ed erano inoltre esposte opere di artisti coreani contemporanei donate dagli stessi autori al Museo.

## Direttori
- 6 giugno 1958 - 30 marzo 1977: Domenico Faccenna
- 1º aprile 1977 - 26 settembre 1979: Donatella Mazzeo (reggente)
- 27 settembre 1979 - 5 febbraio 2005: Donatella Mazzeo
- 5 febbraio 2005 - 2 luglio 2006: diversi funzionari interni facenti funzione
- 3 luglio 2006 - 25 aprile 2008: Silvana Balbi de Caro
- 26 aprile - 5 ottobre 2008: Angelo Maria Ardovino (ad interim)
- 6 ottobre 2008 - 16 luglio 2009: Maria Amalia Mastelloni
- 17 luglio - 3 agosto 2009: Andrea Pessina
- 4 agosto - 2 settembre 2009: Maria Amalia Mastelloni
- 3 settembre 2009 - 31 dicembre 2010: Mariarosaria Barbera
- 1º gennaio 2011 - febbraio 2012: Luigi La Rocca (ad interim)
- febbraio 2012 - 3 ottobre 2012: Francesco di Gennaro
- 4 ottobre 2012 - 30 aprile 2014: Francesco di Gennaro (ad interim)
- 1º maggio 2014 - 8 marzo 2015: (Francesco di Gennaro)

- 5 novembre 2015 - 31 agosto 2016: Massimiliano A. Polichetti (Direttore senza qualifica dirigenziale)

## Galleria d'immagini

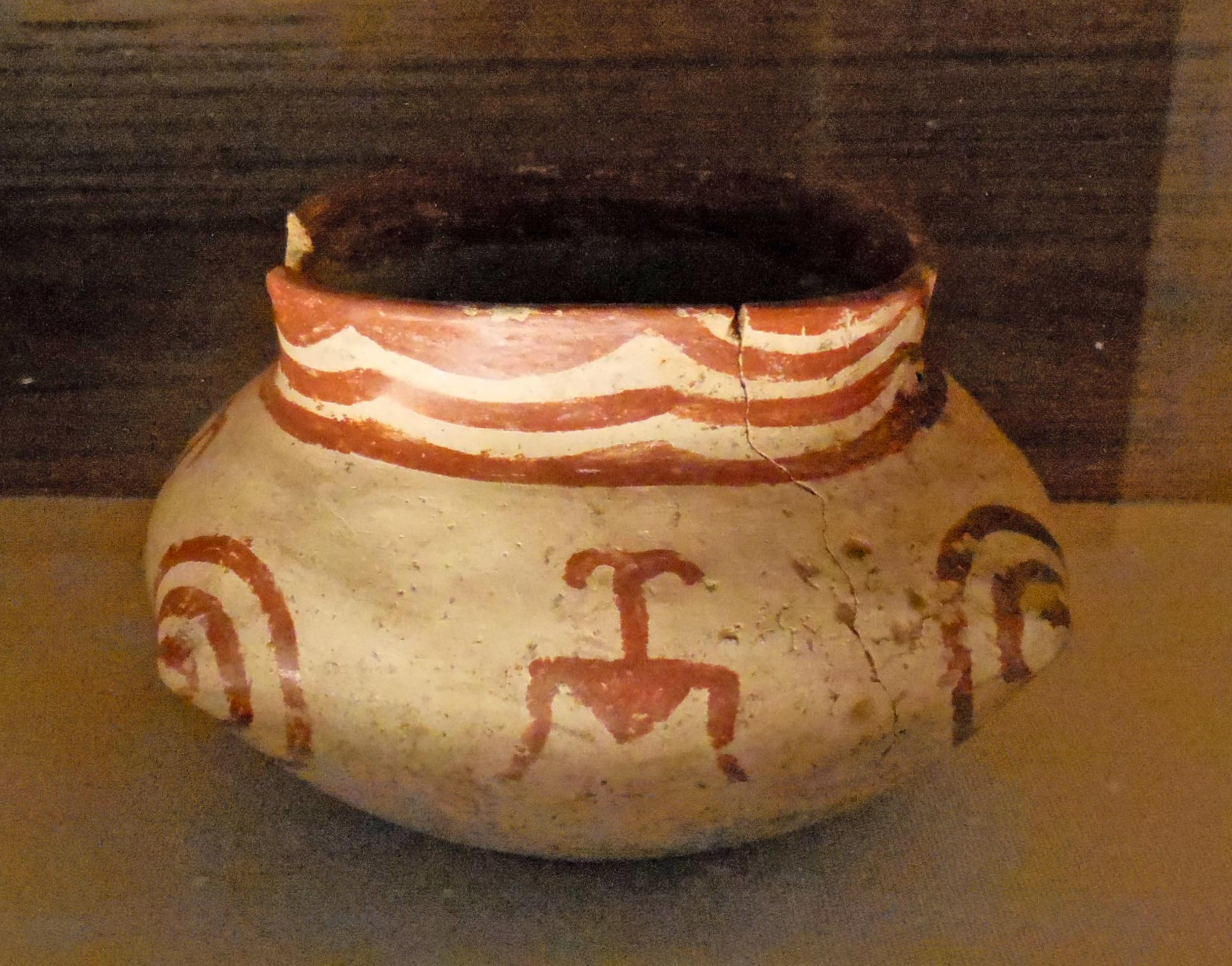
Olla da Haçilar (Anatolia sud-occidentale), fine VI - inizi V millennio
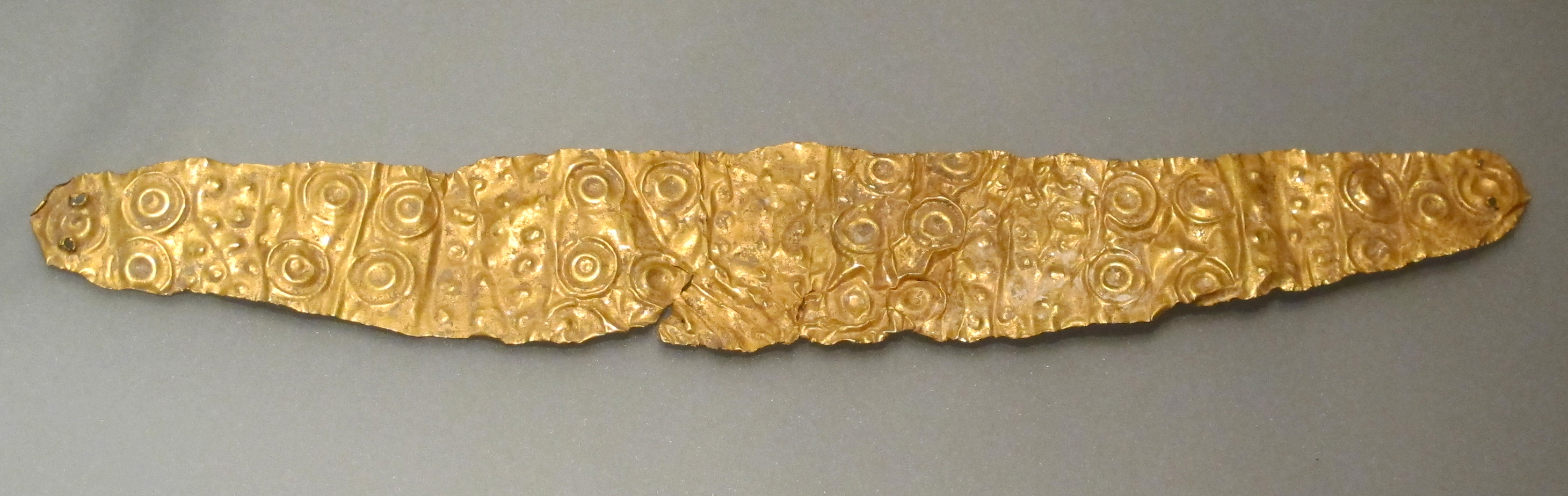
Diadema in oro, Iran settentrionale, 2100-2000 a.C.
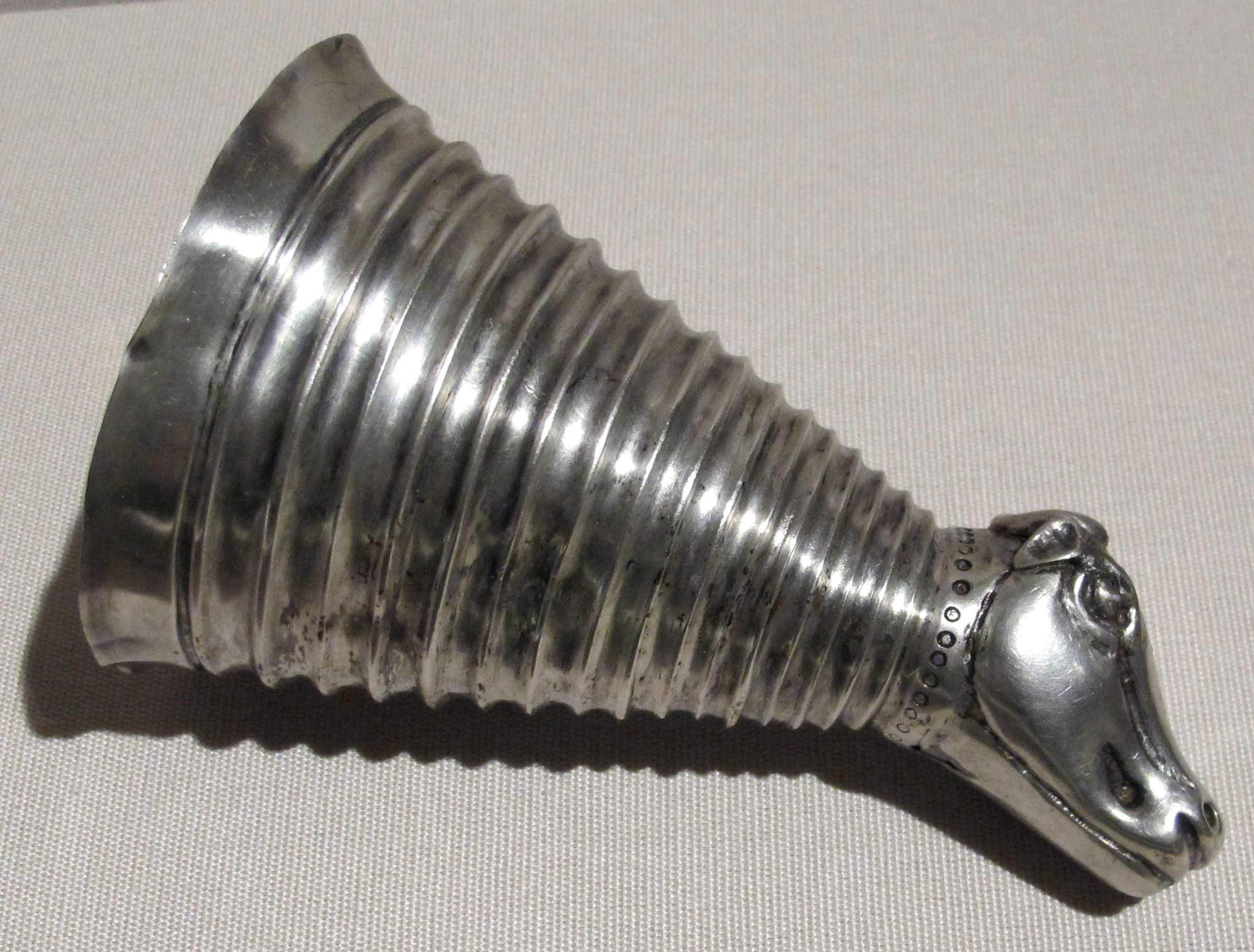
Rhyton a testa di bovino in argento, Iran settentrionale, IV secolo a.C.
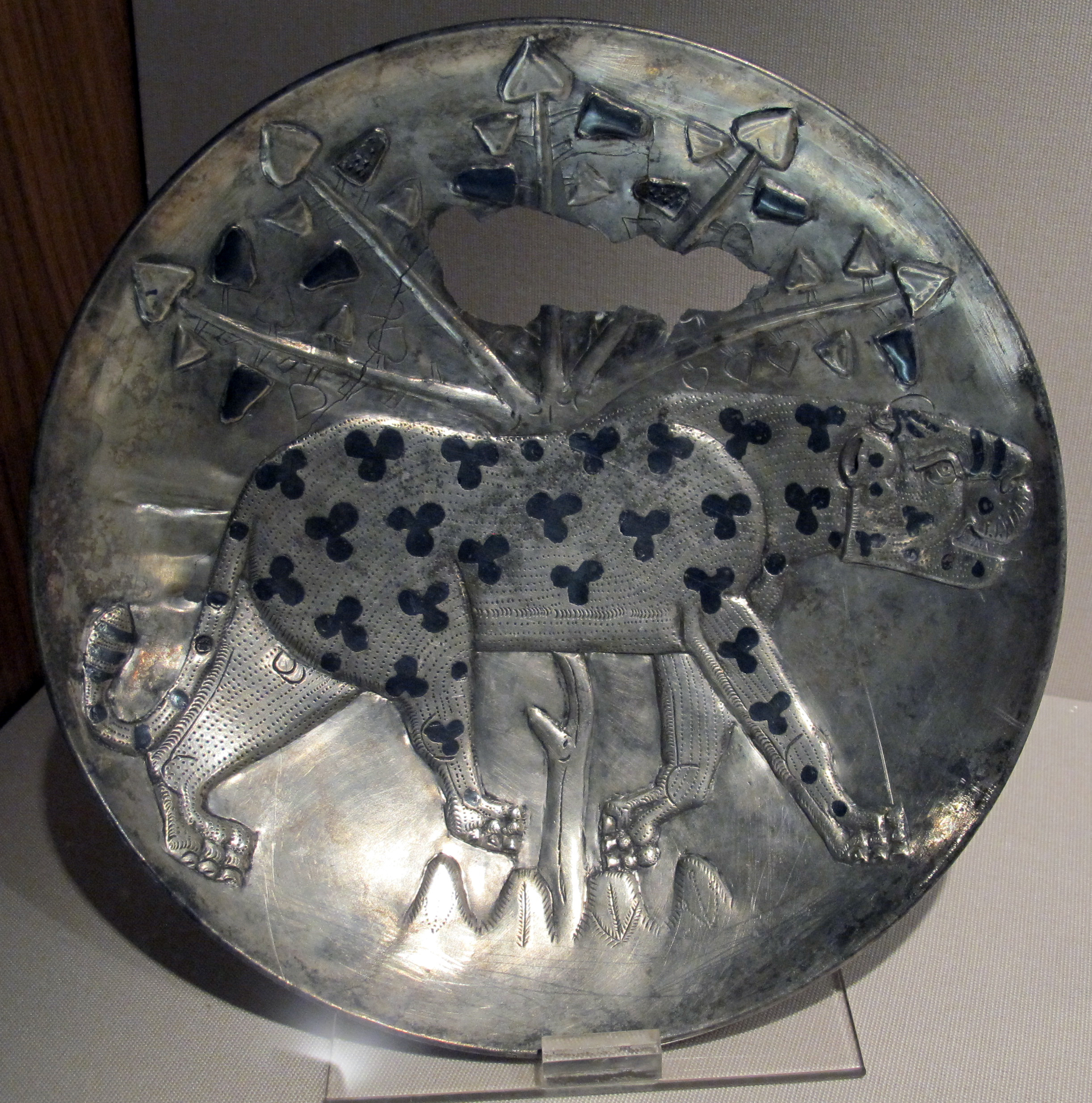
Piatto sasanide in argento niellato, VI-VII secolo

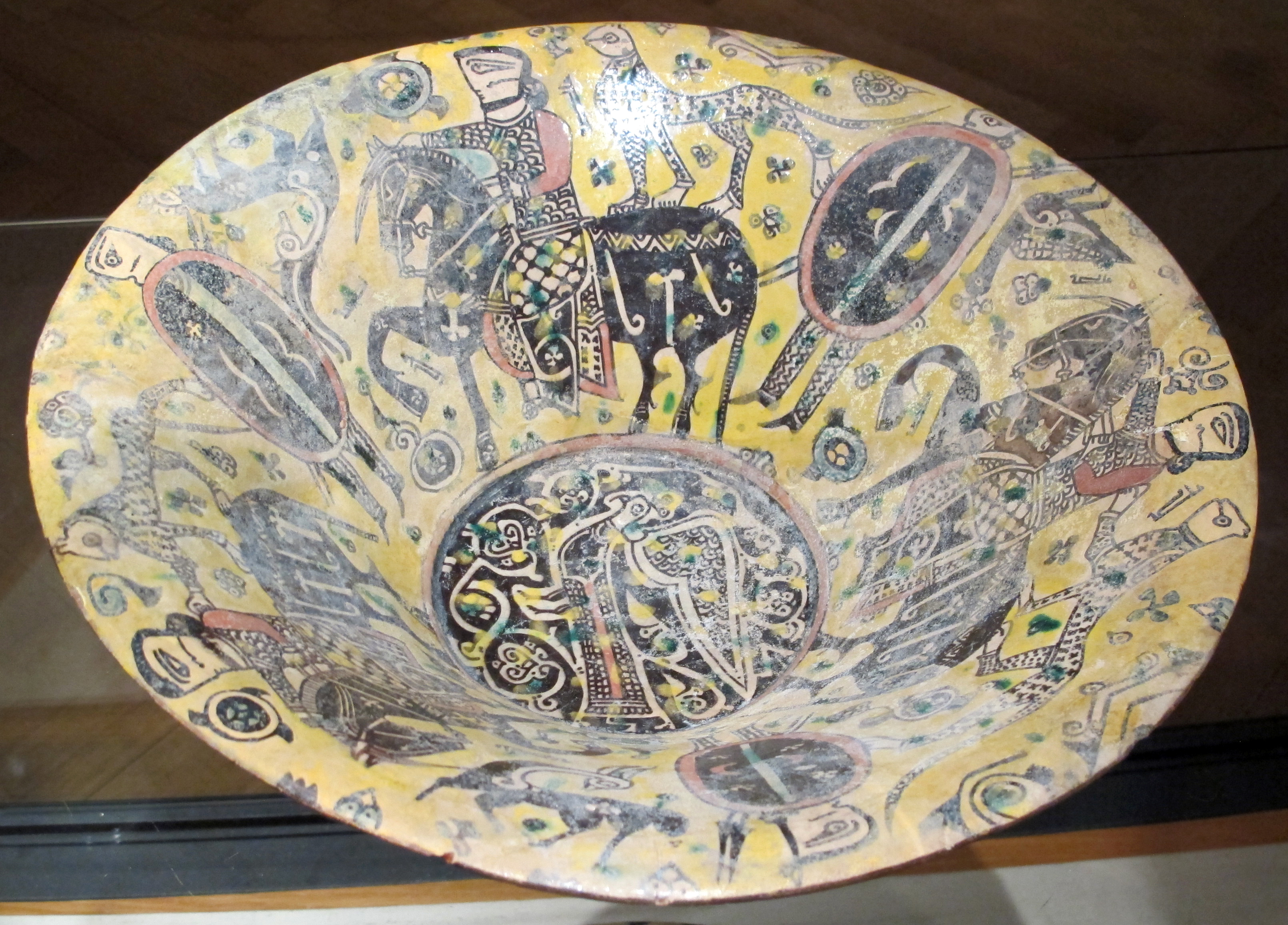
Coppa da Nishapur (Iran orientale) con caccia al ghepardo, IX-X secolo
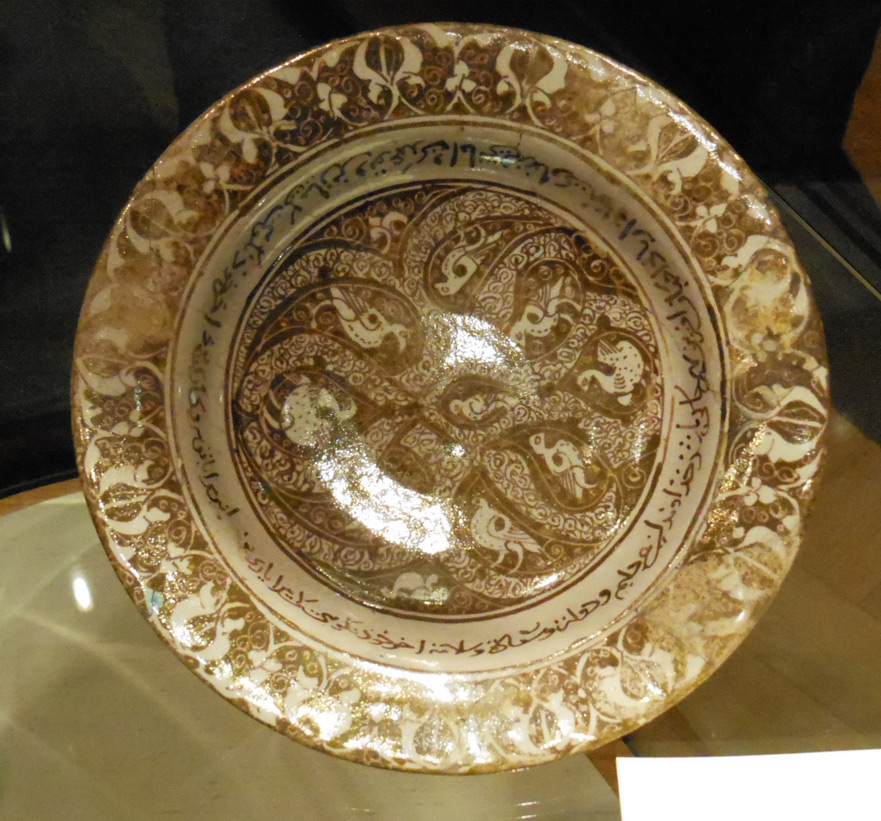
Piatto dipinto a lustro metallico, con iscrizione in caratteri corsivi (naskhi), dal Kashan (Iran), inizio del XIII secolo.
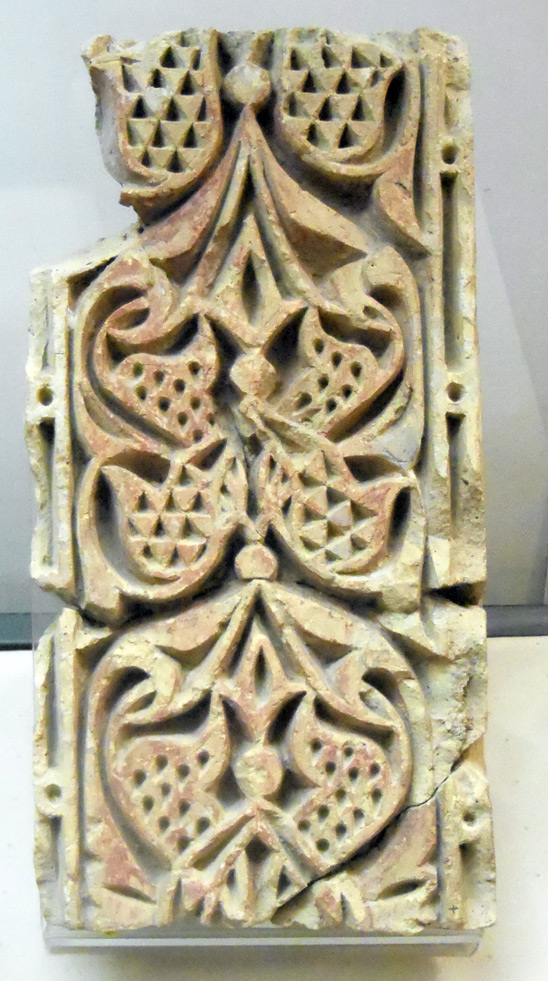
Decorazione in cotto dal palazzo di Mas'ud III di Ghazni in Afghanistan (1099-1115).
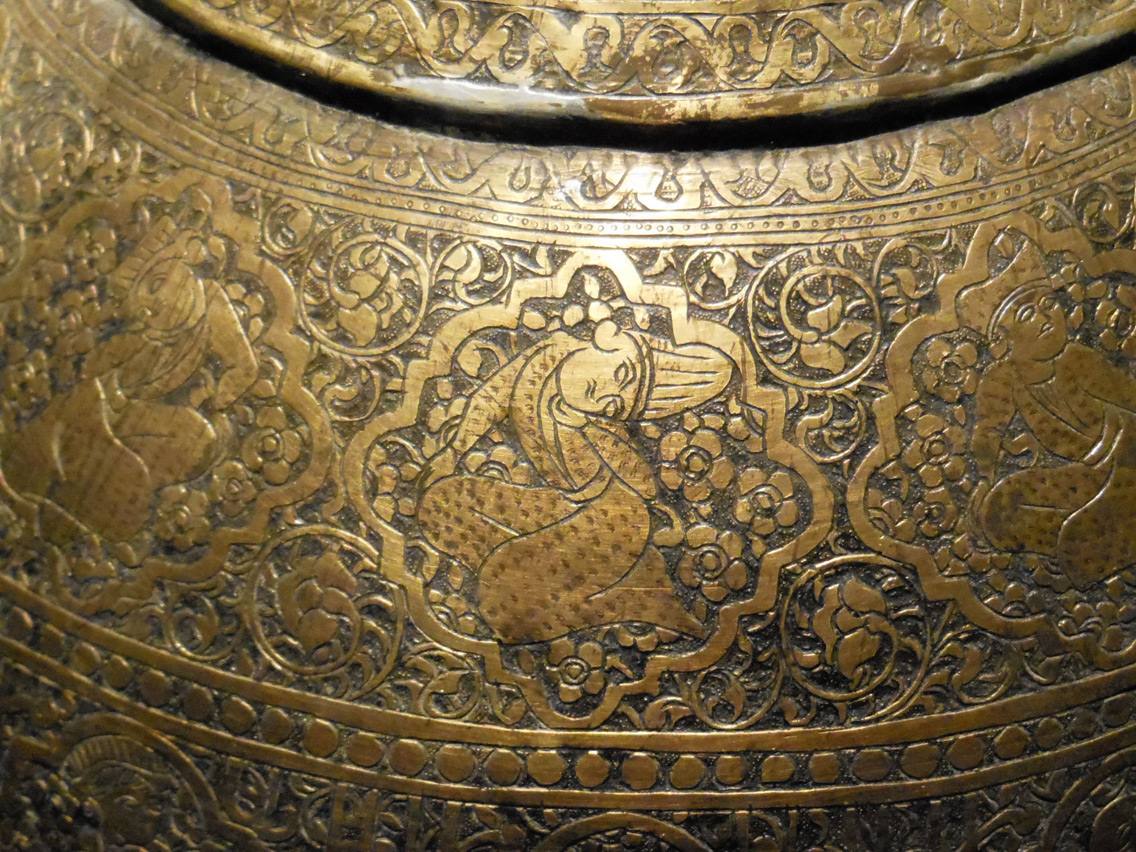
Particolare di un bruciaprofumi in lega di rame con decorazione a traforo, Iran, XIX secolo.

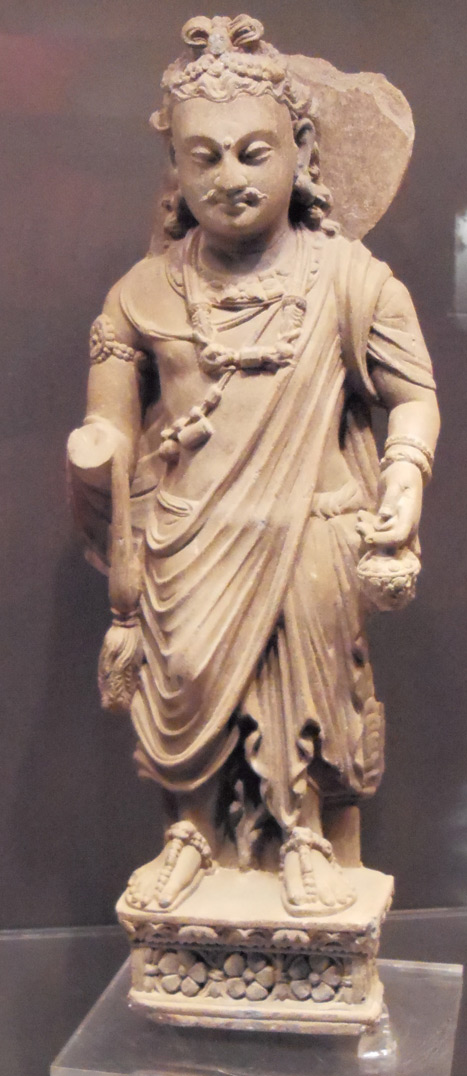
Piccola statua in schisto di Maitreya (Buddha del futuro), II-III secolo d.C.
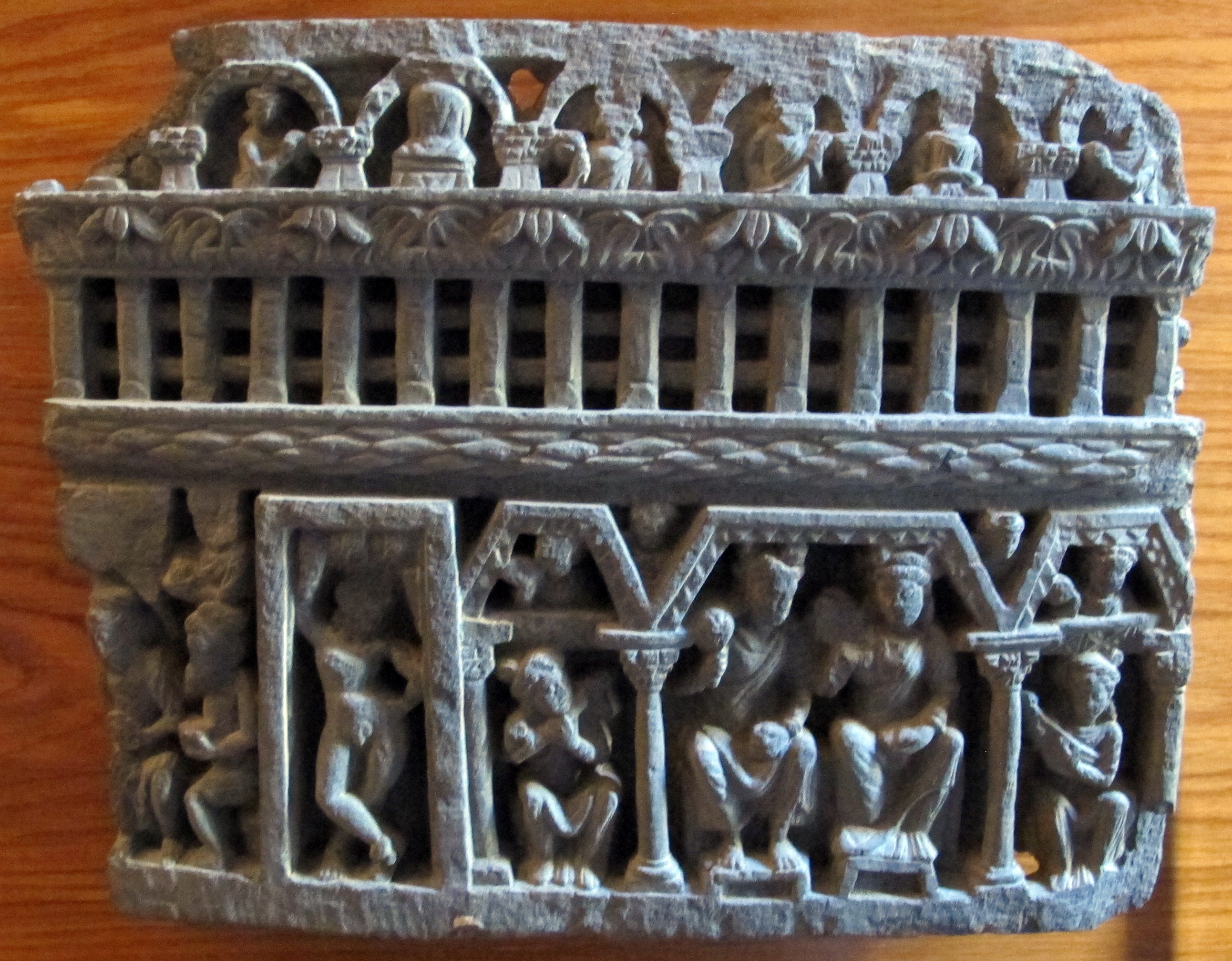
Rilievo narrativo con personaggi principeschi inseriti in un edificio.
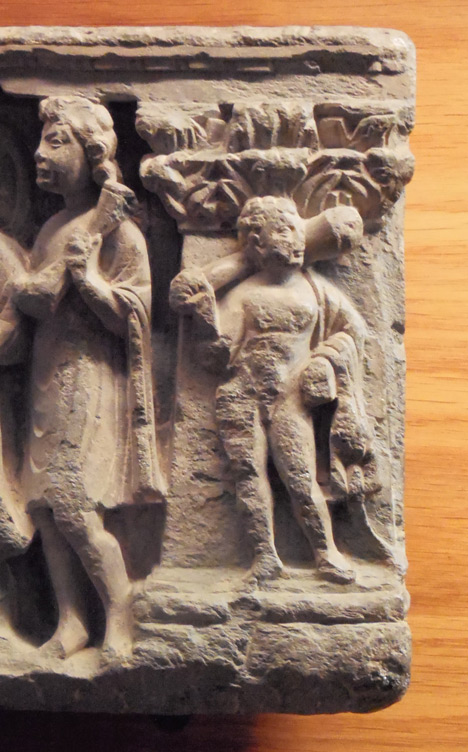
Particolare di un rilievo narrativo con raffigurazione di Ercole (con clava e pelle di leone)
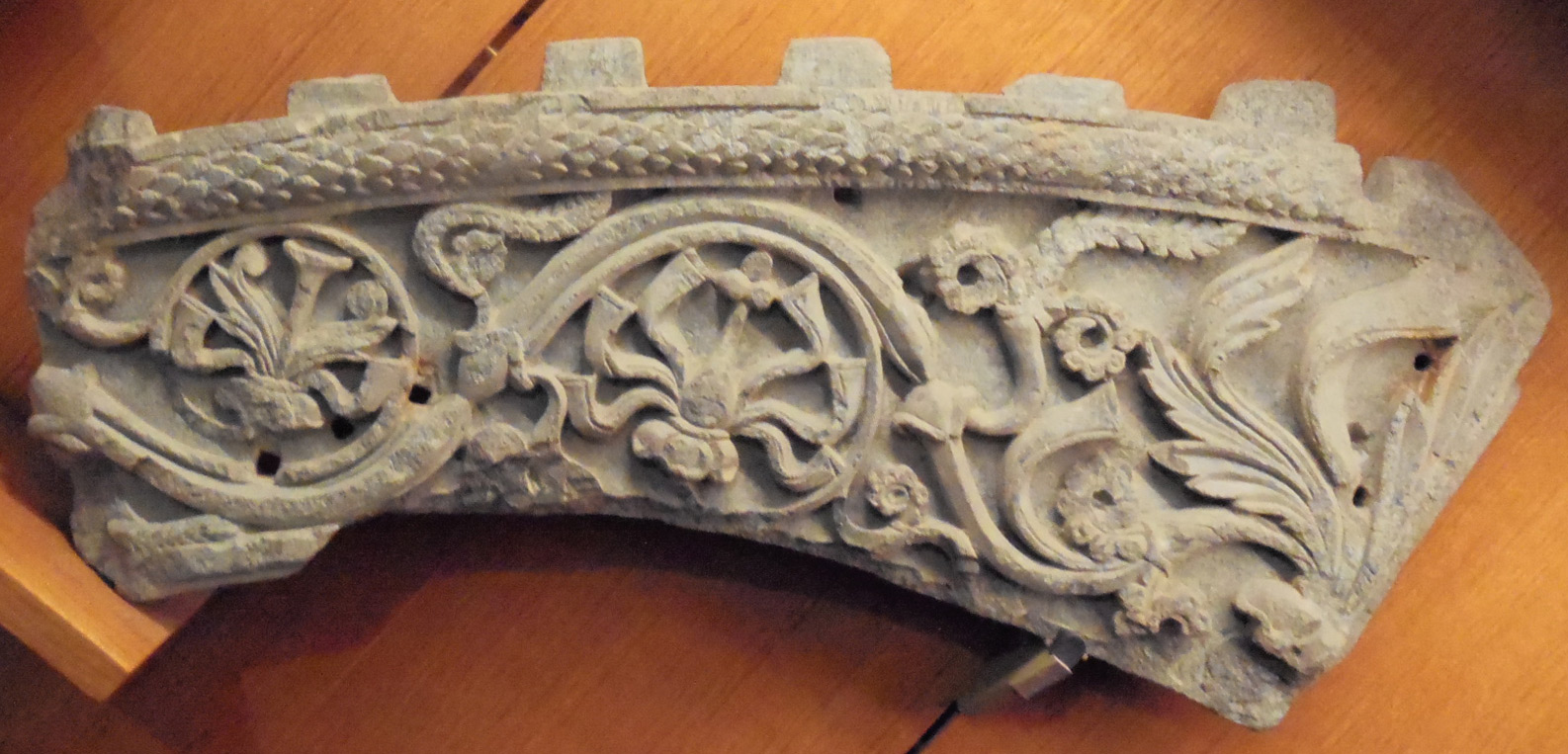
Lastra con decorazione architettonica con acanto e palmette

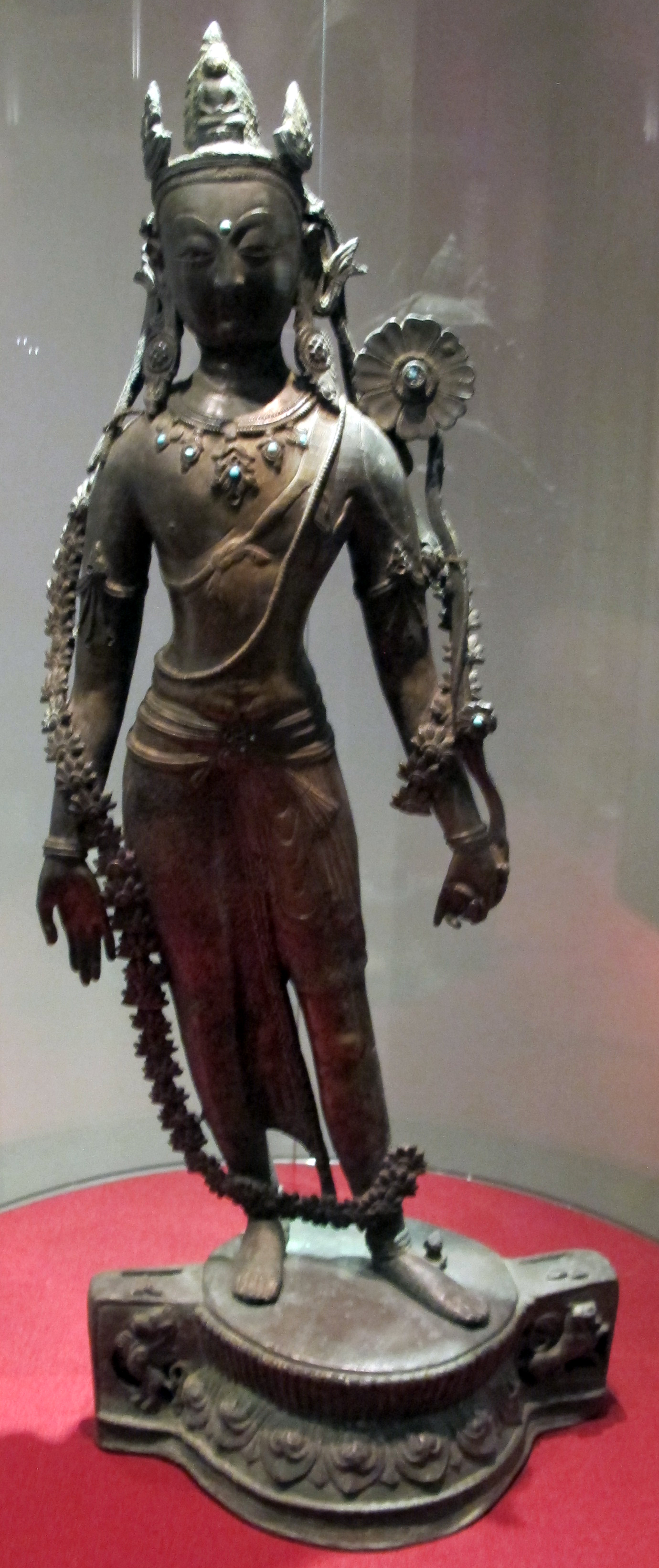
Statua in bronzo del bodhisattva Padmapani, dal Kashmir o dal Tibet occidentale, XI-XII secolo.
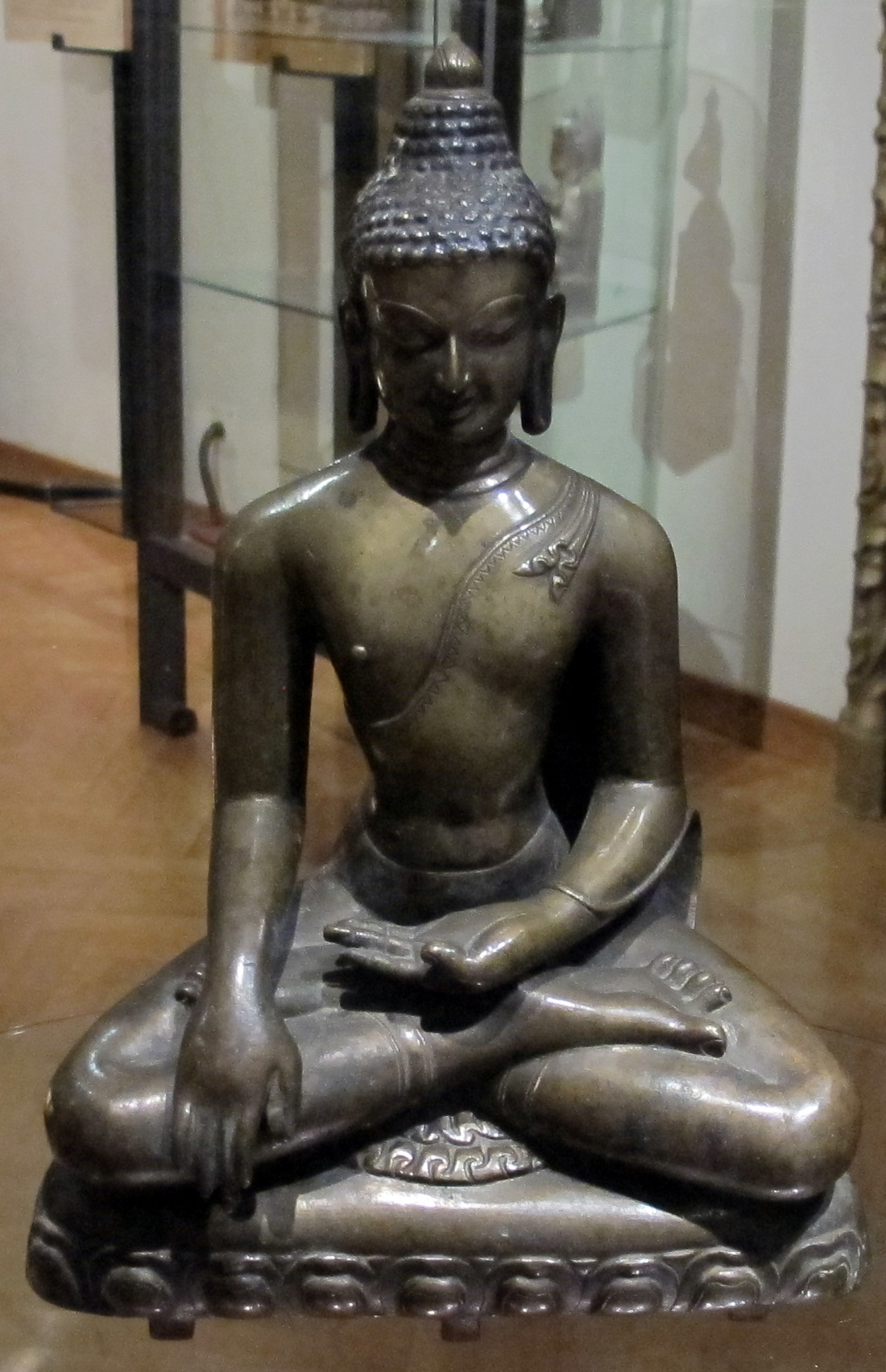
Statua in bronzo del Buddha Shakyamuni, XIV secolo.
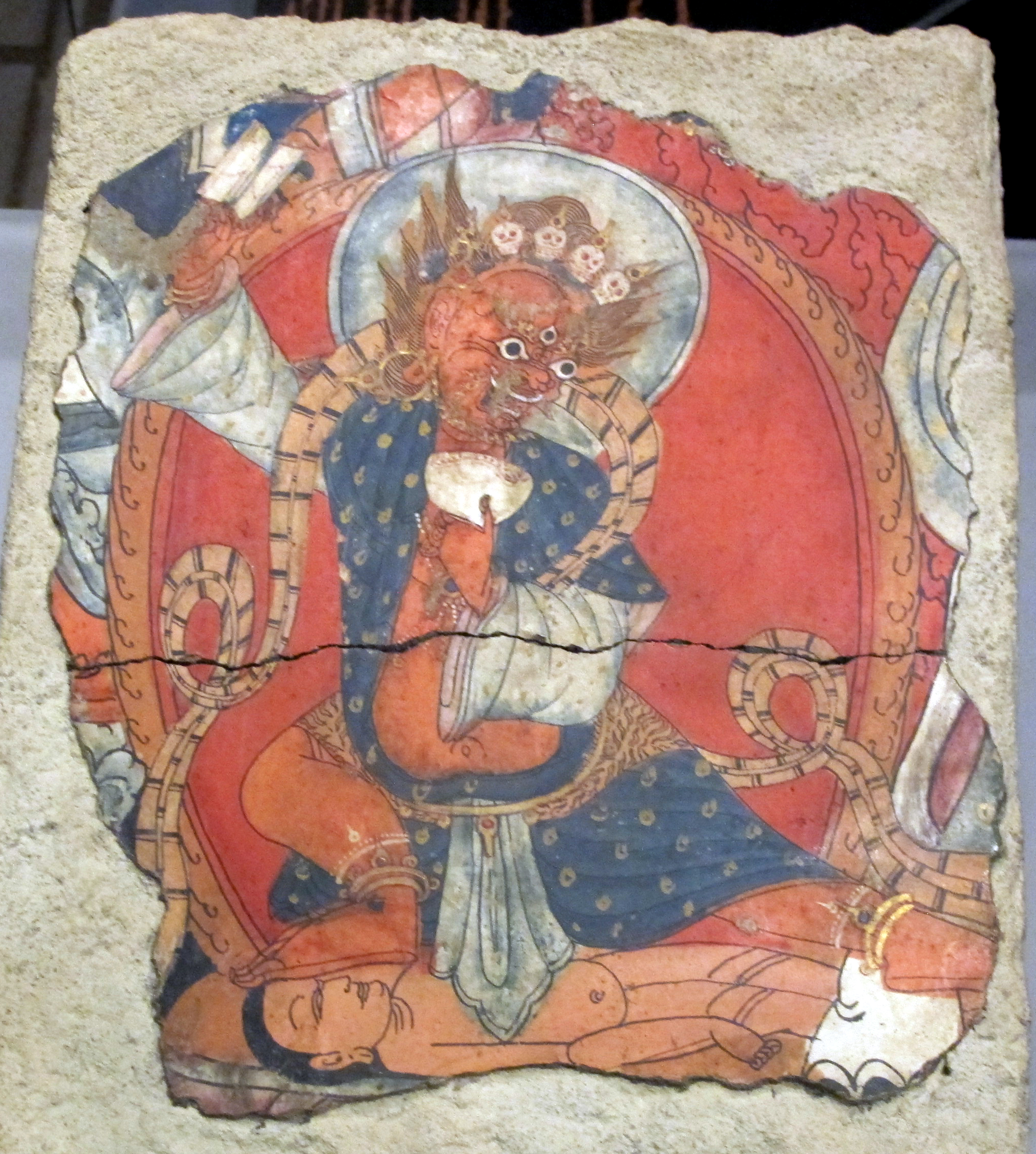
Dipinto con Yama danzante su cadavere, dal Tibet occidentale, XV-XVI secolo.
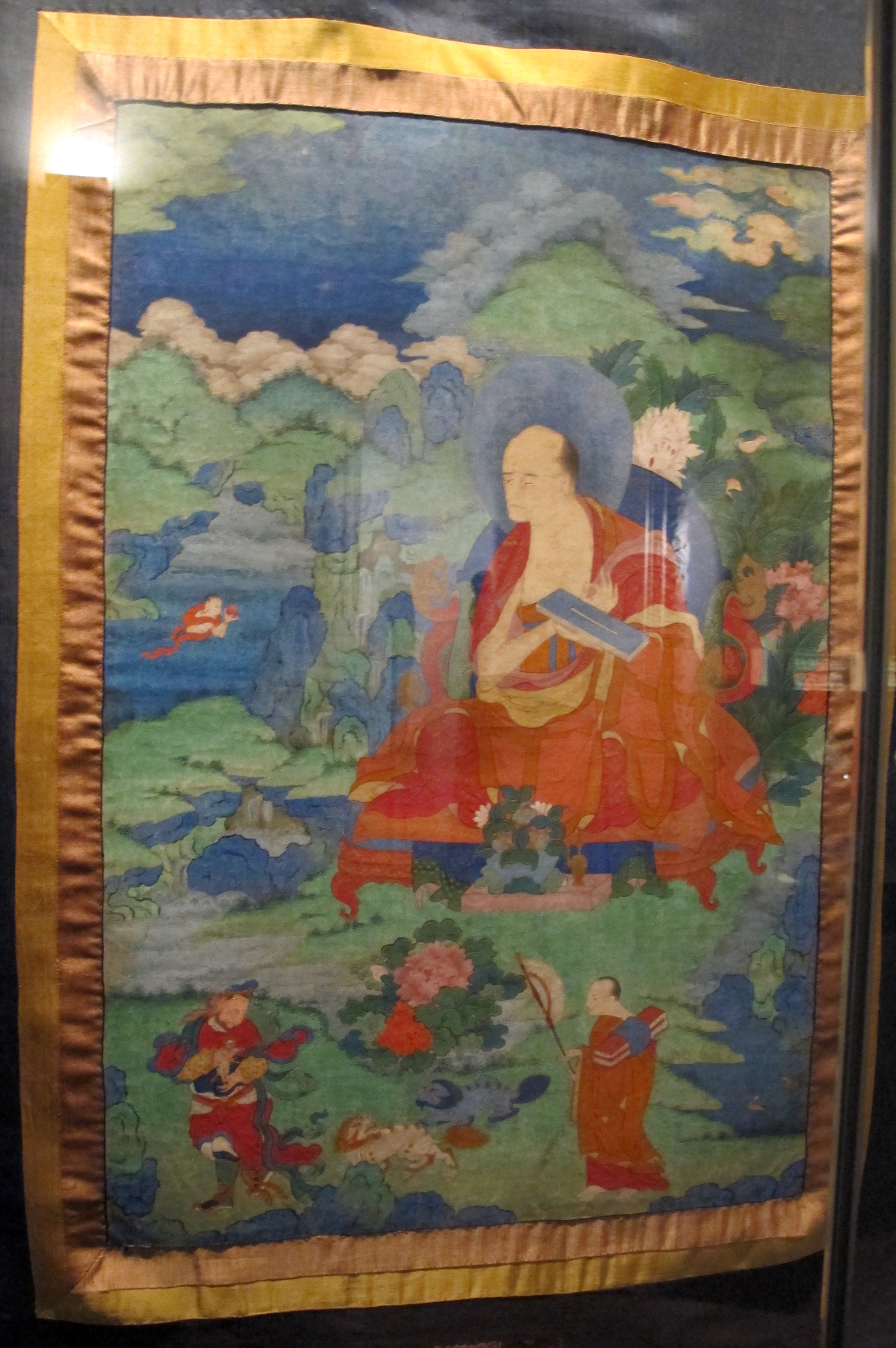
Dipinto dal Tibet orientale del XVII secolo.

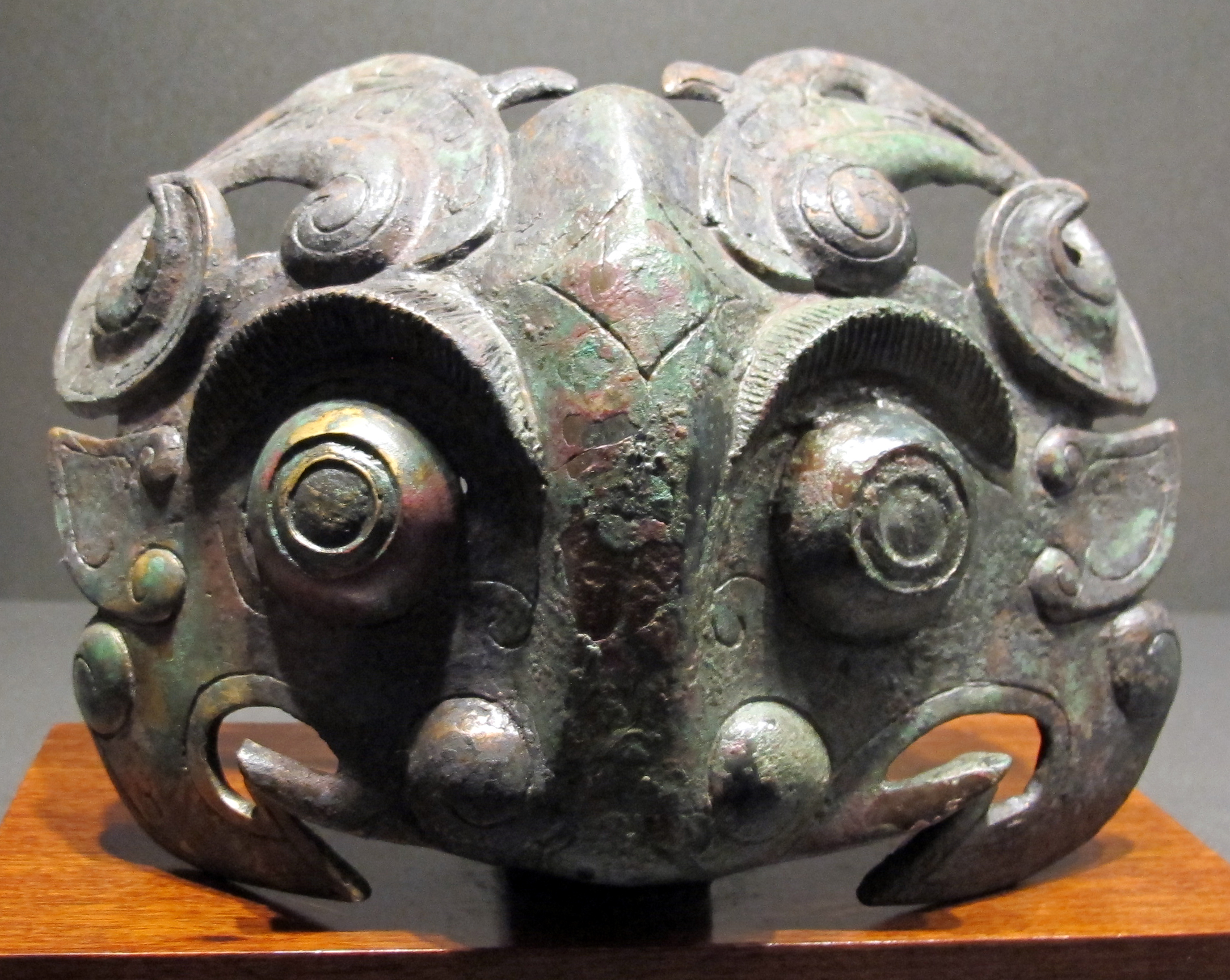
Finimento a forma di maschera zoomorfa, in bronzo. Epoca della dinastia Shang, XII-XI secolo a.C.
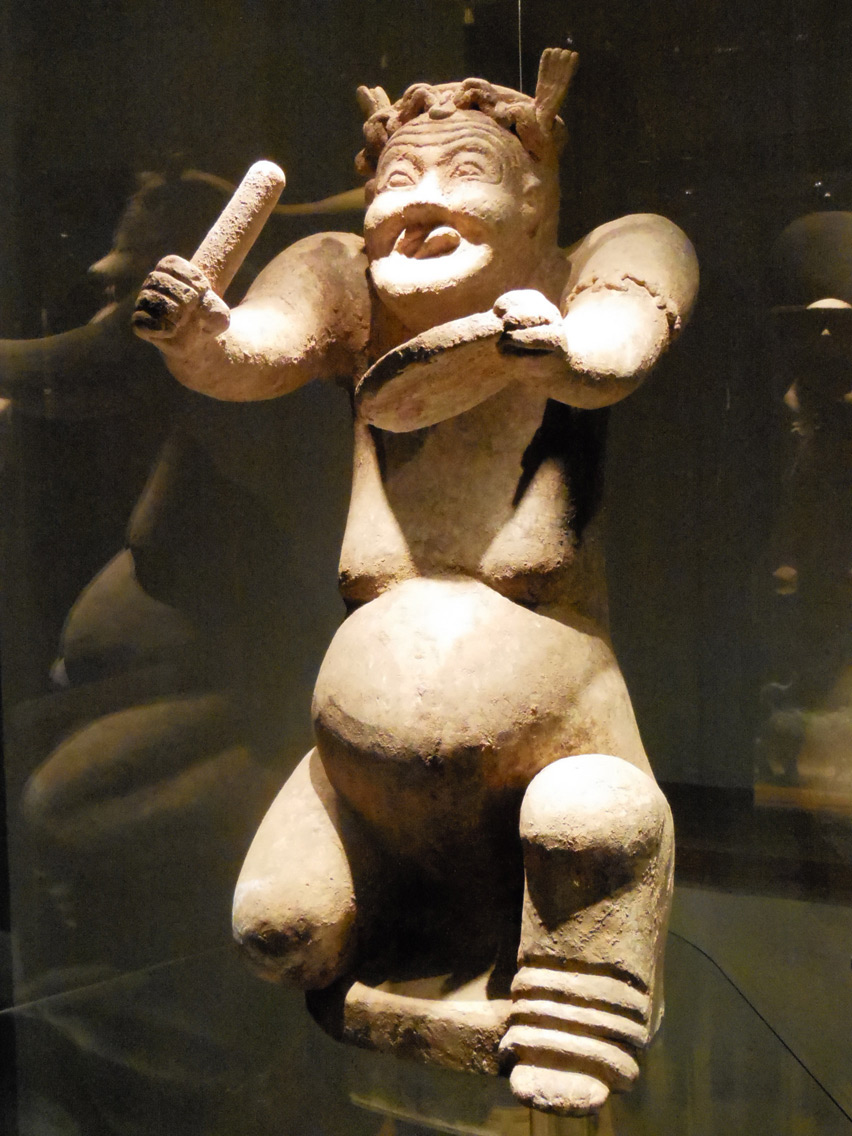
Statua funeraria con cantastorie in terracotta, dalla provincia del Sichuan. Epoca della dinastia Han orientale (25-220 d.C.) o dei Tre regni (220-280 d.C.)
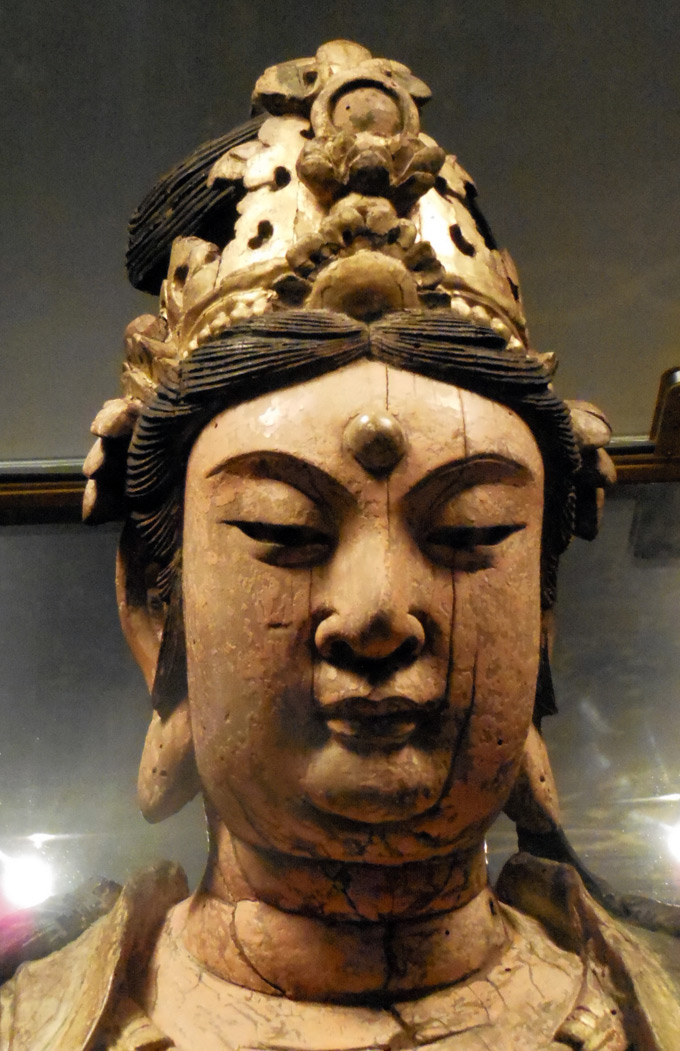
Statua in legno dipinto e dorato di Guanyin (bodhisattva della compassione), particolare della testa. Epoca della dinastia dei Song settentrionali (960-1127) o della dinastia Jin (1115-1234)
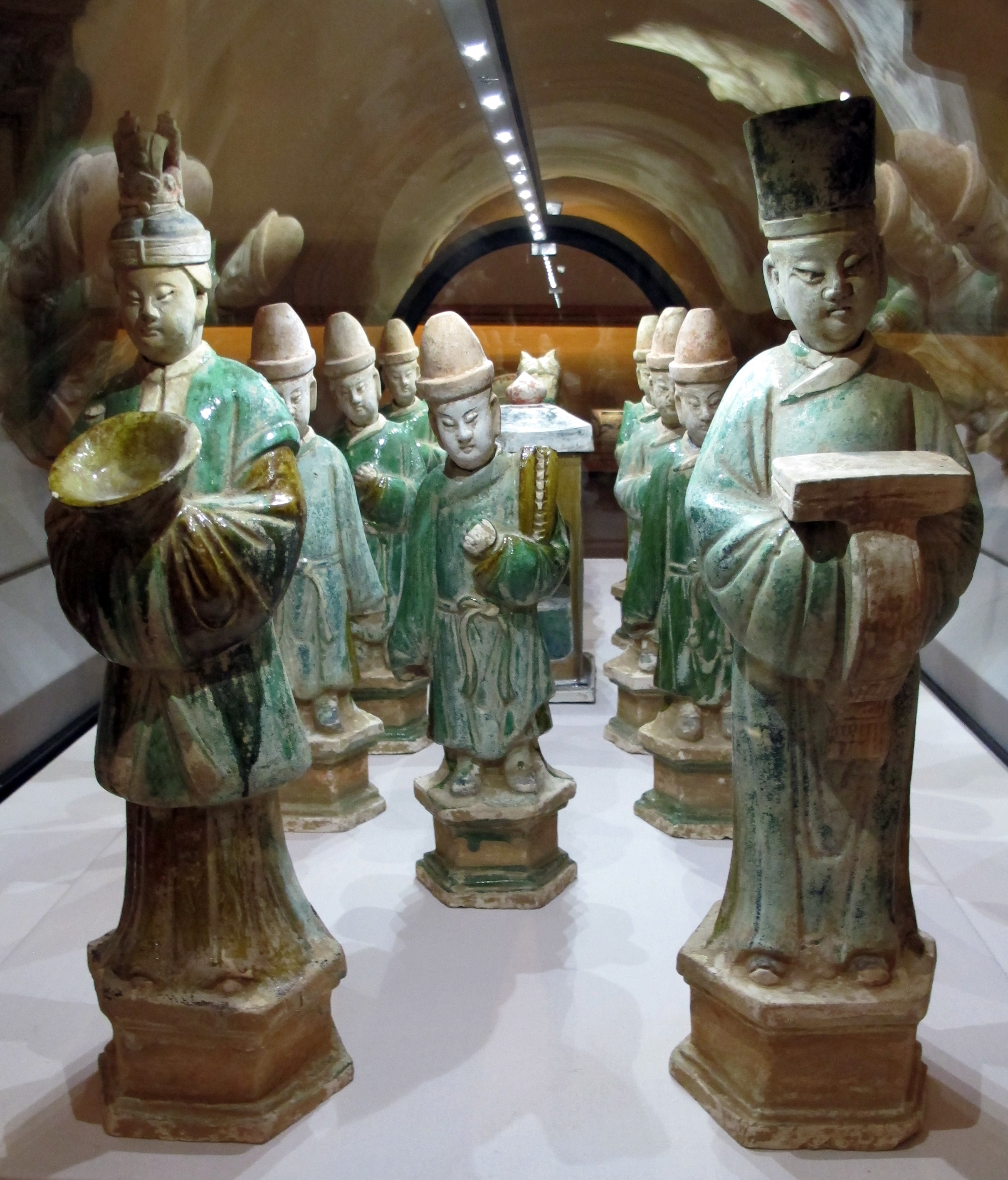
Corteo funerario in ceramica con invetriatura a tre colori (ceramica sancai), epoca della dinastia Ming (1368-1644).

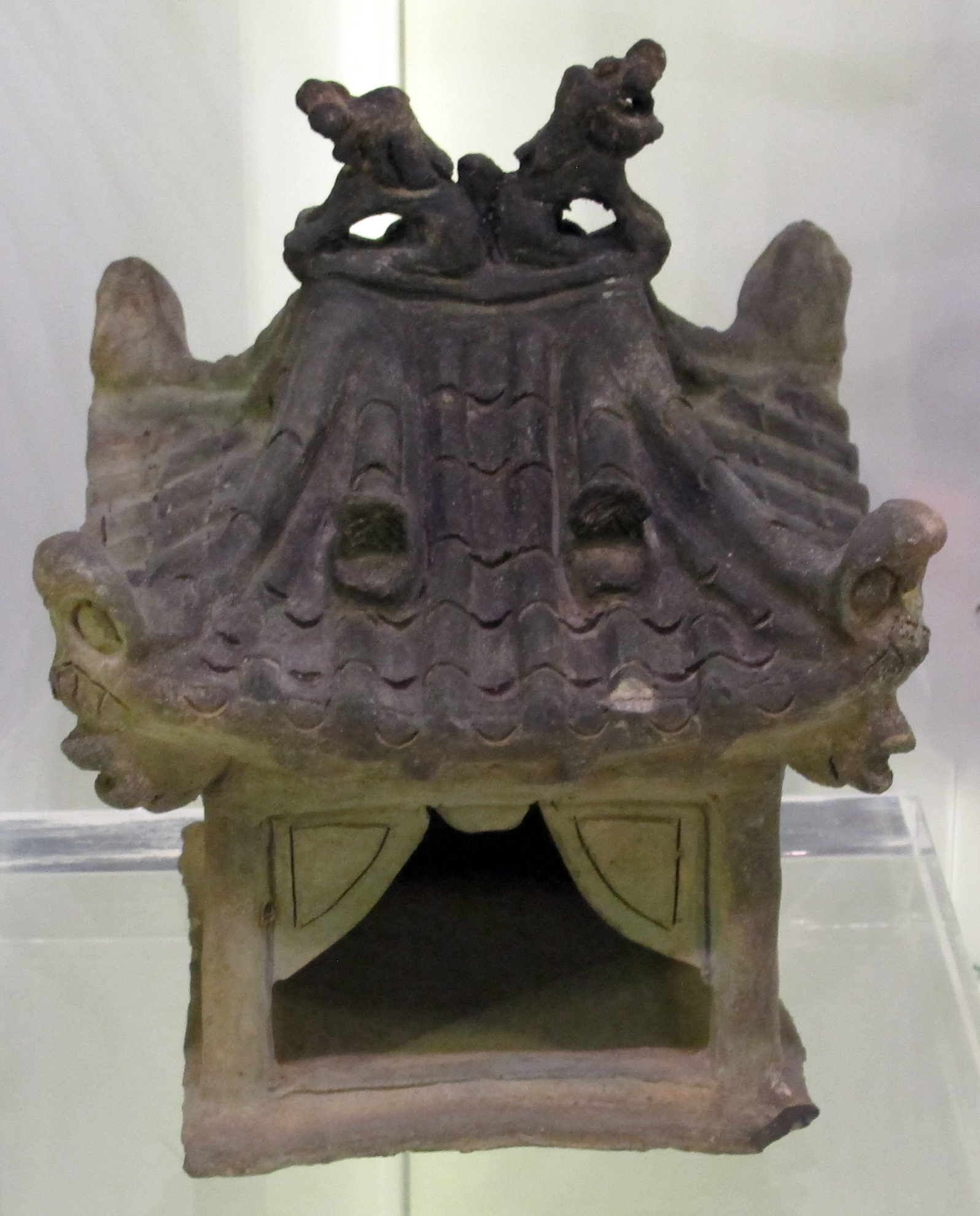
Urna funeraria a forma di edificio, X secolo.
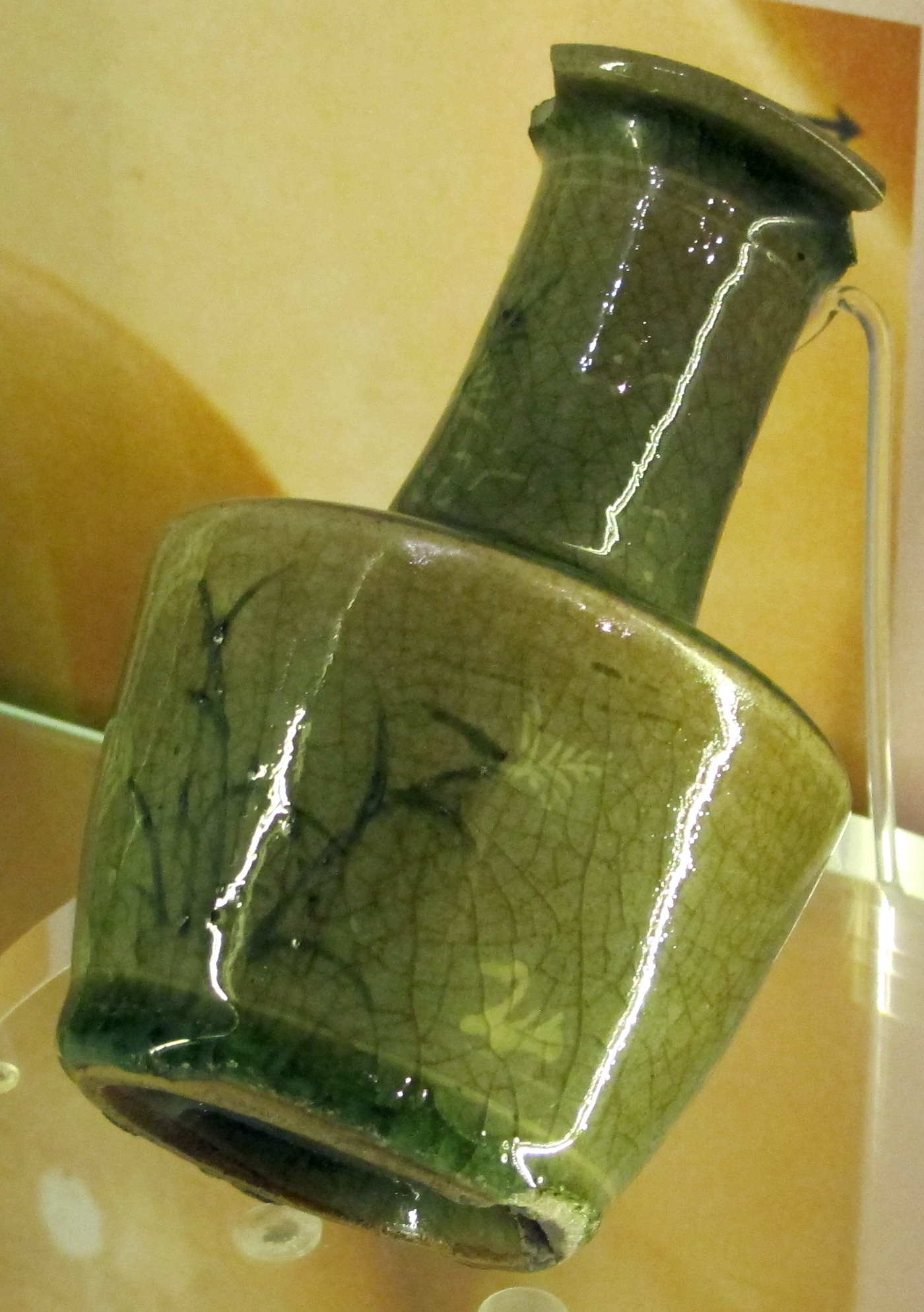
Bottiglia a mazzuolo in ceramica invetriata, dell'epoca della dinastia Goreyo, fine del XII secolo.
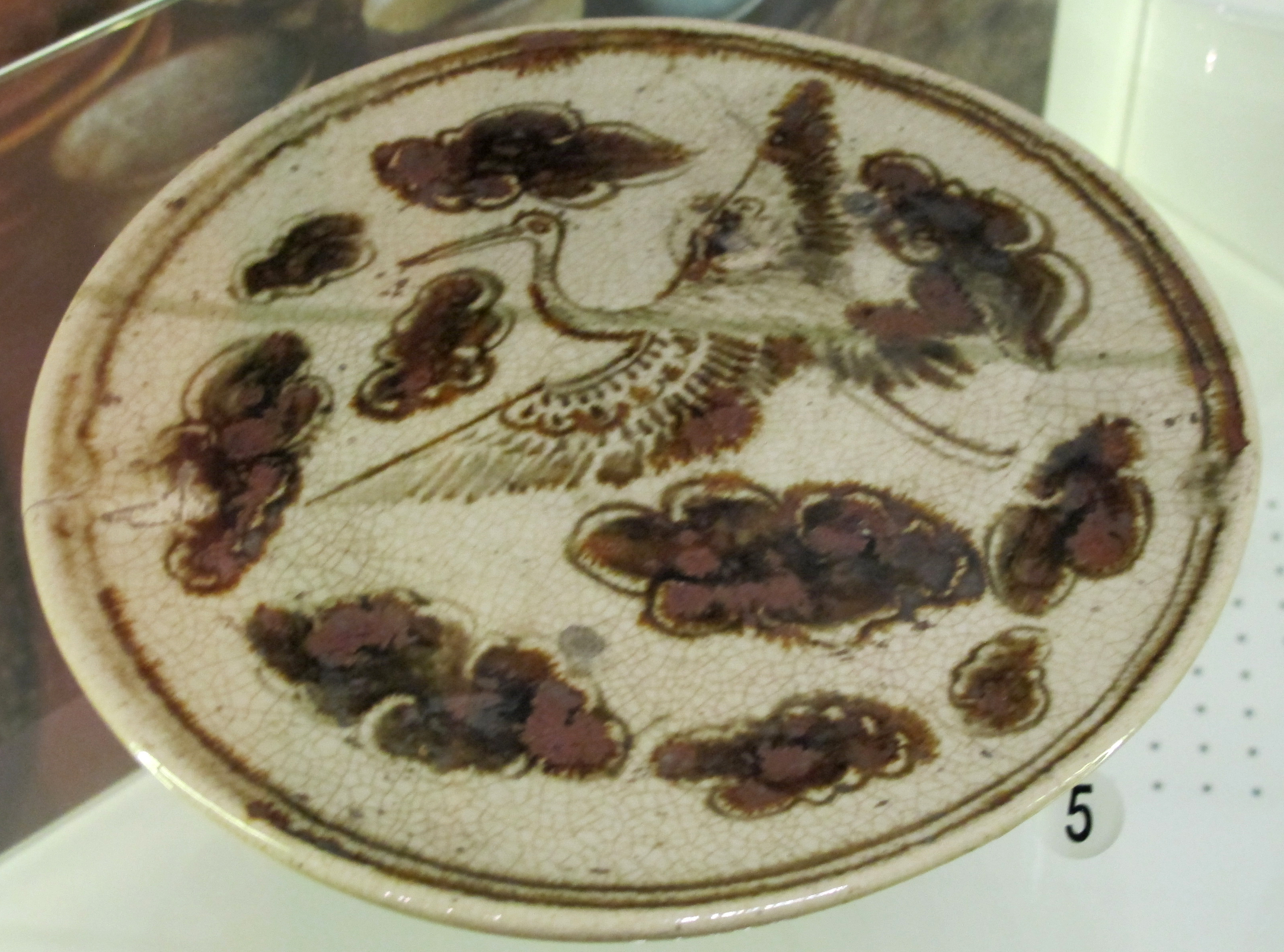
Piatto per dolci in porcellana, dell'epoca della dinastia Joseon, XVIII secolo.
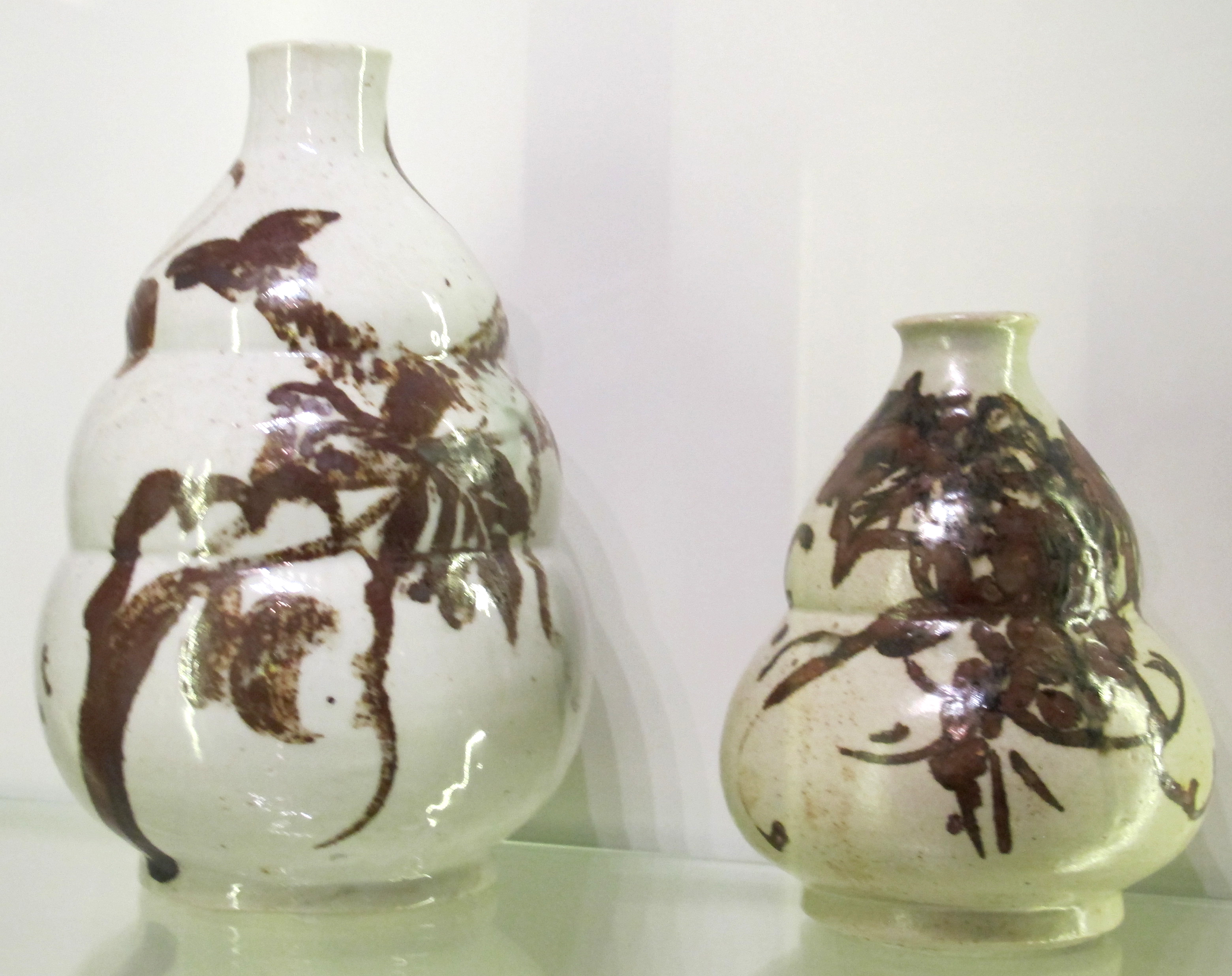
Bottiglie a zucca in porcellana con decorazione vegetale, dell'epoca della dinastia Joseon, XIX secolo.